# مغناطيس متعدد الأقطاب
المغناطيس متعدد الأقطاب هو جهاز مغناطيس مؤلّف من عدّة مغناطيسات وذلك من أجل التحكّم بفيض الجسيمات المشحونة. هناك عدّة أنواع من المغناطيس متعدد الأقطاب يخدم كل منها من أجل غرض معيّن
- مغناطيس ثنائي الأقطاب، والذي يستخدم من أجل حرف مسار الجسيمات.
- مغناطيس رباعي الأقطاب، تستخدم من أجل تركيز حزمة الجسيمات.
- مغناطيس سداسي الأقطاب، تستخدم من أجل التحكّم بمسار حزمة الجسيمات.

| الاسم         | خطوط الحقل المغناطيسي | صورة |
| ------------- | --------------------- | ---- |
| ثنائي الأقطاب |                       |      |
| رباعي الأقطاب |                       |      |
| سداسي الأقطاب |                       |      |